# 小行星2673
小行星2673（2673 Lossignol）是一颗围绕太阳公转的小行星。1980年5月22日，亨利·德波鸿诺在拉西拉天文台发现了此天体。
該小行星以德波鴻諾朋友的姓氏洛西格諾（Lossignol）命名。
这颗小行星的绝对星等为178.25299等。